# Simulium serranus
Simulium serranus är en tvåvingeart som beskrevs av Coscaron 1981. Simulium serranus ingår i släktet Simulium och familjen knott. Inga underarter finns listade i Catalogue of Life.